# Tanjung Balau
Tanjung Balau is een bestuurslaag in het regentschap Natuna van de provincie Riau-archipel, Indonesië. Tanjung Balau telt 410 inwoners (volkstelling 2010).